# 화족

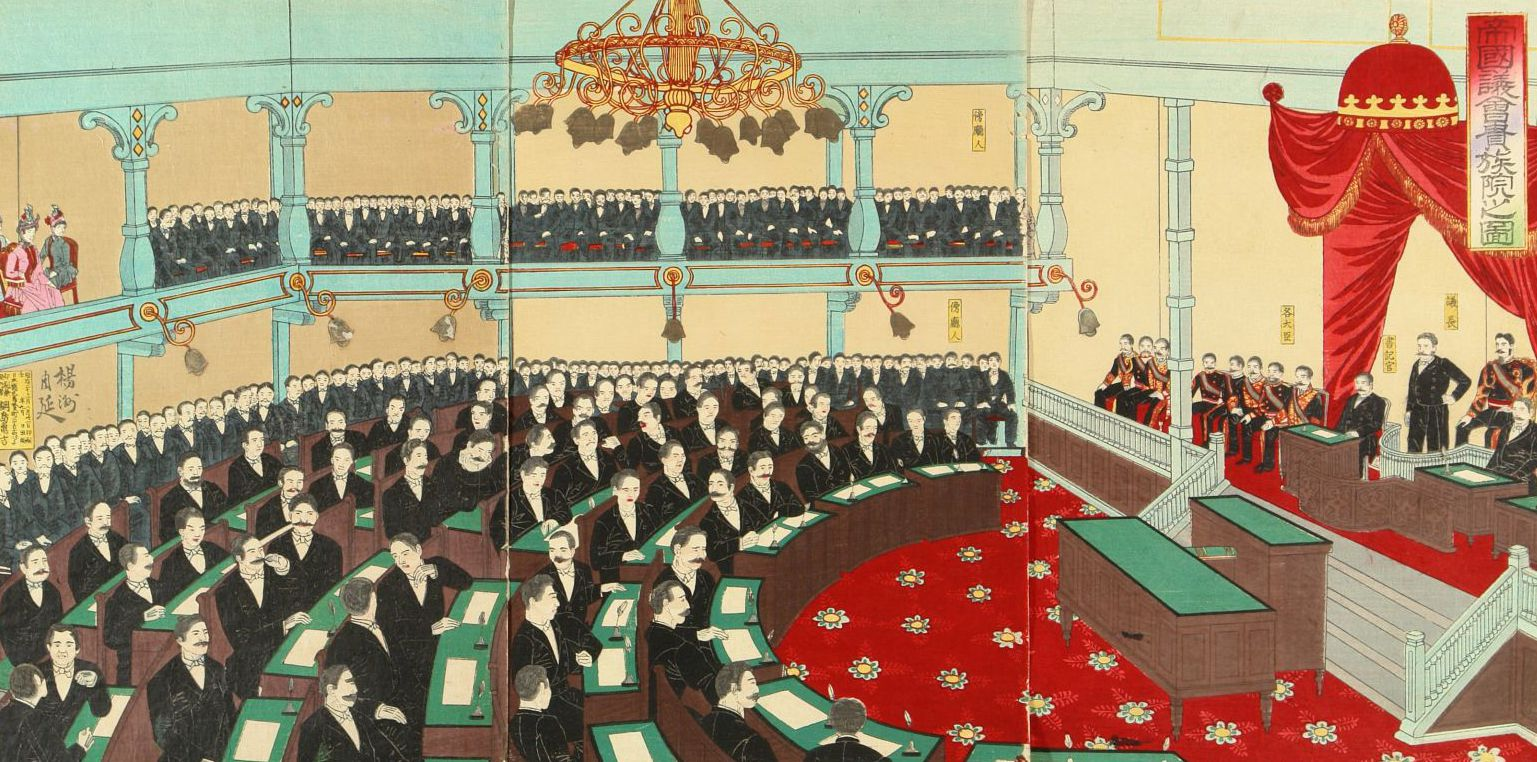
메이지 천황과 함께 연설을 하고 있는 귀족원 (우키요에 목판화, 도요하라 치카노부, 1890)

화족(일본어: 華族 카조쿠[*])은 1869년(메이지 2년) 창설되어 1947년(쇼와 22년)까지 존재한 근대 일본의 귀족 계급이다.
판적봉환이 이루어진 1869년 6월 17일 행정관달 제542호를 통해 공가와 제후(다이묘)의 칭호를 폐지하고 새롭게 화족이란 칭호를 만들었다. 이때의 화족은 1884년 「화족령」이 제정된 이후의 화족과 구분하여 구화족(旧華族)이라 하며 공가 출신 화족을 당상 화족, 다이묘 출신 화족을 다이묘 화족이라 불렀다.
구화족들은 작위가 없었으며 세습에 기반한 영세 화족과 세습이 불가능한 종신화족으로 구분했다. 이후 「화족령」이 공포되면서 공작, 후작, 백작, 자작, 남작의 오등작 구분이 생겼고 종신화족 제도는 폐지되었다. 이와 함께 공포된 「서작 내규」의 기준에 따라 공작은 친왕 및 왕과 신위(臣位)를 나란히 하는 자·구 섭가·도쿠가와 장군가·국가에 위훈이 있는 자에게, 후작은 구 청화가·도쿠가와 고산케·석고 15만 석 이상의 옛 번지사·국가에 훈공이 있는 자에게, 백작은 대납언에 선임된 사례가 많은 구 당상가·도쿠가와 고산쿄·석고 5만 석 이상의 옛 번지사·국가에 훈공이 있는 자에게, 자작은 메이지 유신 전부터 귀족의 지위를 가졌던 구 당상가·석고 5만 석 미만의 옛 번지사·국가에 훈공이 있는 자에게, 남작은 메이지 유신 이후에 화족의 대우를 받은 자·국가에 훈공이 있는 자에게 부여되었다. 「화족령」 제정 이후 가격이 아니라 국가에 대한 훈공을 바탕으로 작위를 부여하는 경우가 늘었는데 이런 화족을 신화족(新華族)이라 불렀다.
화족은 황실의 신하였기에 백성의 모범이 되어야 했는데 그런 의미를 부여해 화족을 황실의 번병(藩屏)이라 칭했다. 모든 화족은 귀족원 의원이 될 자격이 있었다. 공작과 후작은 예외 없이 만 30세가 되면 종신의원이 되었고 나머지는 호선을 통해 선출했으며 7년 임기의 의원이 될 수 있었다.
1947년 5월 3일 시행된 「일본국 헌법」 제14조제2항은 '화족 그 외 귀족의 제도는 이를 인정하지 아니한다'고 되어 있는데 이 규정에 따라 화족 제도도 폐지되었다.

## 구화족

### 화족의 탄생
메이지 유신 이후 새로운 신분 제도를 만들 필요성을 인식한 이토 히로부미는 이와쿠라 도모미에게 안건을 제의했다. 다이묘를 공경으로 삼아 위계에 기반한 서열화를 하는 것이 주요 골자였는데 이는 공가와 다이묘를 합치기보다 다이묘를 공가에 포함하는 것에 가까운 개념이었다. 한편 히로사와 사네오미는 이와쿠라에게 보낸 의견서를 통해 공경과 제후를 통합해 귀족(貴族)으로 하는 안을 주창했다. 결과적으론 히로사와의 안건이 대체로 수용되었다.
하지만 이와쿠라가 귀족이라 칭하는 부분에 대해서는 반대했다. 히로사와를 비롯해 오쿠보 도시미치나 소에지마 다네오미도 귀족이라 하는 안을 지지했지만 이와쿠라는 명족(名族)이라 칭할 것을 건의했다. 귀족과 명족 외에도 훈가(勲家), 공족(公族), 경족(卿族) 등을 주장한 이도 있었다. 귀족을 지지하는 목소리가 더 컸지만 이와쿠라는 여전히 명족을 지지하여 합의가 이루어지지 못했고 결국 어느 쪽도 채용되지 못한 채 절충안으로 화족(華族)으로 결정이 내려졌다. 다만 이 절충안을 누가 제시했는지, 그리고 어떤 경위로 명명되었는지는 알려진 바가 없다.
그리고 판적봉환 당일 시행된 행정관달 제543호를 통해 종래의 신분 제도인 공경과 제후의 칭호를 폐지하고 이들을 새롭게 화족으로 칭하게 되었다. 공경은 다이리(内裏) 세이료덴에 오르는 것이 허락된 공가의 당상가를 말하며 제후는 석고가 1만 석이 넘는 다이묘를 말한다. 구화족이 탄생할 당시 공경 142가문과 제후 285가문 등 총 427가문이 화족으로 편입되었다.
이 당시의 화족은 1884년 「화족령」 제정 이후의 화족과 달리 작위의 구분이 없어 모두 같은 신분을 가졌으며 1대에 한해 화족의 지위가 인정되는 종신화족과 세습이 허용되는 영세 화족의 구분만 있었다. 하지만 종신화족은 기타바타케 미치쿠니이나 마쓰조노 류온처럼 궁사나 승려 출신이었다가 환속했던 일부에 한했고 대부분은 영세 화족이었다.
대정봉환과 판적봉환을 거치면서 다이묘는 번지사로 지위가 바뀌었고 이는 화족의 지위를 얻은 뒤에도 마찬가지였다. 하지만 1871년(메이지 4년) 7월 14일 폐번치현을 단행하면서 모든 번지사가 그 지위에서 해임되었기에 당상 화족과 다이묘 화족의 구분은 사실상 사라졌다.

### 황실의 번병
폐번치현이 단행된 날 화족 호주들은 모두 도쿄부에서 거주하라는 명령이 내려졌다. 이 무렵 결혼 및 직업의 자유 등을 규정한 태정관 포고가 발포되는 등 기득권층의 특권이 사라지고 사민평등을 지향하는 정책이 시행되어 화족들 사이에선 불안감이 커지고 있었다. 이에 10월 10일 메이지 천황은 화족은 사농공상의 가장 위에 위치한다는 취지의 칙지를 발표했다. 22일에는 모든 화족 호주를 3일에 걸쳐 소어소대(小御所代)에 소집하여 화족은 국민 중 가장 귀중한 지위에 있다는 취지의 칙유도 공표했다. 이 칙유의 효과는 상당하여 훗날 일본형 노블레스 오블리주의 시발점이 되었다는 평가를 받게 된다.
그리고 이때부터 화족을 가리켜 황실의 번병이라 칭하기 시작했다. 번병을 외곽을 뜻하는데 곧 황실의 주변을 둘러싼 귀족 집단을 의미했다. 공가 화족은 과거부터 황실에 봉사하고 황실을 수호했던 집안이지만 다이묘 화족은 역사상 황실과 적대한 사례가 많았다. 따라서 화족 제도의 창설은 공가뿐 아니라 다이묘까지 통틀어 천황의 신하로 삼는 것에 그 본질이 있다고 볼 수 있다.
황족도 황실의 번병 역할을 수행했으므로 화족과 비슷한 부분이 있지만 결정적으로 황족은 일본 천황이 될 수 있는 가계지만 화족은 천황의 지위에 오르는 것이 불가능하단 차이가 있었다.

### 제도의 정비
1874년(메이지 7년) 화족의 단결과 교우를 위해 화족회관이 설치됐다. 1877년에는 화족의 자제를 교육하기 위한 기관으로 가쿠슈인이 개교했으며 화작들을 위한 은행으로 주고 은행이 설립됐다. 이러한 정책을 주도한 인물은 공가 화족이던 우대신 이와쿠라였다.
1876년(메이지 9년) 화족의 융화와 단결을 목적으로 종족제를 만들었고 공가와 무가의 구분 대신 가계도에 따른 혈연에 기반해 제1류~제76류로 분류했다. 또한 같은 류에 속하는 화족끼리 종족회를 만들고 선조를 위해 제사를 지내며 교류하도록 했다. 1878년(메이지 11년)에는 『화족 유별록』을 간행했다.
1876년 고용 외국인이던 독일 제국의 금융학자 파울 마옛과 그를 초빙했던 기도 다카요시는 화족이나 위계를 위한 연금 제도를 만들었다. 40만 명의 화족에게 연간 400만 석 쌀의 가치를 가진 자금을 분배하여 최종적으로 7,500만 엔(현재 가치로 1.5조 엔)을 상환 가능한 국채의 형태로 분배하였다.
1878년 1월 10일 이와쿠라는 화족회관에 부국장을 두어 화족을 통제하도록 했다. 하지만 공가 화족인 이와쿠라가 주도한 화족 통제책은 다이묘 화족의 불만을 샀고 결국 부국장 제도는 1882년(메이지 15년) 폐지됐다. 이후 화족에 대한 통제는 궁내성 직속으로 설치한 화족국에서 담당했다.

### 화족의 역할
이와쿠라는 입헌제보다 군주제를 중시했기에 화족의 존재 의의를 황실의 번병에 두었을 뿐 그 이외의 역할을 부여하지 않았다. 그래서 화족 은행인 주고 은행을 창설하는 등 화족의 생활을 안정시키는 데 주안점을 두었지 화족의 국정 참여에는 부정적이었다.
하지만 이토는 유럽식 귀족제에 바탕을 두어 화족의 정치 참여를 구상했다. 1881년(메이지 14년)에 9년 뒤에 국회를 개설하겠다는 공약을 한 뒤 이토는 민권파가 하원의 다수를 점할 것이라 생각하고 이에 대한 방파제로서 화족들로 구성된 상원을 설치할 필요성을 느꼈다. 문제는 대다수의 화족들이 국정에 관심을 가지지 않았다는 점이었다. 이에 불만을 느낀 이토는 사족이 아니더라도 유능한 인물을 발탁해 화족에 편입하여 상원에서 활약할 수 있도록 만드는 것을 계획했는데 이것이 훗날 훈공화족으로 이어지게 되었다.
화족의 정치 참여에 부정적이던 이와쿠라도 1880년대에 들어서면서 민간 저널리즘이 발흥하고 자유당이 결성되는 등 자유 민권 운동이 확산하자 태도를 바꿨다. 적극적으로 화족 개량의 필요성을 느끼며 화족 교육을 충실히 하는 한편 훈공 화족을 새로 창설하는 등 이토의 안건에 동의를 표했다. 1883년(메이지 16년) 이와쿠라가 서거한 뒤 이토의 구상은 큰 반대 없이 진행되기 시작했다.

### 화족 제2호
1869년 화족 제도가 시행될 당시 작위를 받은 427가문을 화족 제1호라 하며 그 이후 새롭게 화족에 편입된 가문을 화족 제2호라 한다. 화족 제2호는 「화족령」 제정 이후 대부분이 오등작 중 최하위인 남작을 수여받는 등 제1호에 비해 격이 낮았다. 화족 제2호에 해당하는 가문은 다음과 같다.
나라현 고후쿠지에 출가한 공가의 분가로 메이지 유신 이후 환속하여 조정에 출사한 사람들을 나라화족(奈良華族)이라 한다. 나라화족은 종신화족으로 작위를 시작했으나 이후 영세화족으로 바뀌었다. 공경 화족이 대체로 재정적인 어려움을 겪었는데 공가의 분가인 나라화족은 어려움이 더욱 심했다. 총 26가문이 있었다.
유서 깊은 신사의 신관직을 세습하는 사가(社家)와 정토진종 문적사원(門跡寺院)·준문적사원의 주지직을 세습하는 승가(僧家)가 화족이 된 경우를 신직·승려화족(神職・僧侶華族)이라 한다. 문적사원은 정토진종 이외에도 있었지만 정토진종만 주지직을 세습했기에 나머지 문적사원은 화족에 포함되지 못했다. 총 20가문이 있었다.
그 외에도 유력 공경·제후의 분가로서 화족이 된 분가화족(分家華族) 17가문, 난보쿠초 시대 당시 남조 충신의 후손으로서 화족이 된 충신화족(忠臣華族) 3가문이 있다. 또 사족에 해당하던 지하가 중에서 다른 관인들을 통솔하는 두 가문을 공경에 준하는 대우를 하여 화족으로 삼았다.
오쿠보, 기도, 히로사와 등 세 사람은 그 공훈을 특별히 인정받았는데 작위를 수여할 당시 모두 고인이었기에 아들 혹은 양자를 화족으로 삼았다. 이들을 훈공화족(勲功華族)이라 하는데 「화족령」 제정 이후의 신화족 중에는 훈공화족이 많았지만 구화족 중에는 세 가문에 불과했다. 하지만 이것이 주요 선례로 남았다는 점에서 화족의 문호가 크게 넓어지는 계기가 되었다.
대정봉환과 판적봉환을 거치면서 몇몇 번이 새로 생겨난 경우가 있었다. 하지만 호주가 없었던 시미즈 도쿠가와가는 고산쿄의 하나였음에도 번이 되지 못했고 화족 제1호가 되지도 못했다. 그러다가 미토가의 도쿠가와 아쓰모리를 양자로 들이면서 부흥의 발판을 마련했고 다이묘가 아니었음에도 특례로 화족으로 인정받았다. 메이지 초기에는 시미즈로 개성했지만 1885년 다시 도쿠가와로 개성했다.
과거 류큐국을 통치하던 제2쇼씨는 1871년 9월 14일 류규번왕이 되면서 화족이 되었고 후쿠이번주였던 에치젠 마쓰다이라가의 츠케가로인 혼다 스케모토도 화족이 되었다.

## 신화족

### 「화족령」 제정
1884년(메이지 17년) 7월 7일 「화족령」이 시행되면서 기존의 화족은 공작·후작·백작·자작·남작 등 다섯 단계로 구분되는 오등작으로 바뀌었다. 이는 고대 중국의 관제에서 유래한 것이며 오등작은 《예기》와 《맹자》에서 따온 것이었다. 이와 함께 기존의 종신화족 제도는 사라지고 영세화족만이 남게 되었다.
신화족에 대한 최초의 서작은 7일과 8일에 거쳐 거행됐다. 7일에는 대체로 백작 이상의 117가문에 서작했고 8일에는 대체로 자작 이하인 387가문에 서작하여 총 504가문이 서작받았다. 공작가가 11가문, 후작가가 24가문, 백작가가 73가문, 자작가가 322가문, 남작가가 74가문이었다.

### 작위의 기준
서작 기준은 「서작 내규」의 규정을 따랐다. 하지만 작호와 서작 기준에 대한 논의는 구화족 시대부터 제기되었다. 화족 제도가 공식적으로 창설되기 한 달 전인 1869년 5월에 이미 작위에 대한 안이 제기되었는데 이 당시에는 공(公)·경(卿)·대부(大夫)·사(士) 등 네 등급으로 하며 다시 경을 상하로, 대부와 사를 상중하로 나눌 것을 제시했다.
1871년 9월 2일 정원이 좌원에 보낸 문서에는 화족의 작위를 상공(上公)·공(公)·아공(亜公)·상경(上卿)·경(卿)으로 나눌 것을 언급했으며 10월 14일 좌원은 이 안을 고쳐 공(公)·경(卿)·사(士) 등 3등급을 제안했다. 이 3등급 안건이 이어져서 1876년 법제국이 제출한 『작호 조사서』에도 공(公)·백(伯)·사(士)로 호칭만 다를 뿐 3등급 체제를 유지했다.
1878년 2월 14일 법제국 대서기관 오자키 사부로와 소서기관 사쿠라이 요시타카가 이와쿠라와 이토에게 보고한 작호 초안에 처음으로 공·후·백·자·남의 오등작이 등장했다. 한편 궁내성에서 근무하던 고용 외국인 오트마어 본 몰이 쓴 저서 『독일 귀족의 메이지 궁정기』에는 자신이 서구식 작위인 대공을 제안했지만 일본 정부가 거절했다는 기술이 있다.
한편 서작 기준도 오랜 논의를 거쳤다. 『산조 문서』에는 1883년에 작성된 「서작 기준」이 수록되어 있는데 이는 「서작 내규」와 큰 차이를 보인다. 류큐번왕에게 공작위를 부여할 것과 청화가뿐 아니라 대신가에게도 후작위를 부여할 것이 규정되어 있었으며 당상가의 경우 대납언까지 혹은 중납언까지 진급이 가능한지 여부를 두고 백·자·남작위를 수여하도록 되어 있었다. 무가는 국주는 후작위, 석고 10만 석 이상 다이묘는 백작위, 그에 미치지 못하면 자작위로 분류했다. 「서작 기준」 외에도 작위의 기준을 제시한 문서는 많은데 대체로 공가 화족이 세세하게 규정되어 있었다.

#### 공작
친왕 및 왕과 신위(臣位)를 나란히 하는 자·구 섭가·도쿠가와 장군가·국가에 위훈이 있는 자는 오등작 중 최상위인 공작위를 부여받았다.
친왕과 왕은 전통적인 일본 황실의 칭호였다. 1889년(메이지 22년) 제정된 「황실전범」은 황자에서 황현손에 이르는 남성을 친왕으로, 오세대 이하의 남성을 왕으로 규정했지만 「화족령」이 제정될 당시에는 명확한 정의는 없었다. 당초에는 후시미노미야, 가쓰라노미야, 아리스가와노미야, 간인노미야 등 세습친왕가 이외 황족을 화족의 예에 준하도록 했지만 유신 이후 이들도 황족의 예로 대우받았다. 이로 인해 황족 가문은 기존 4개에서 15개로 급증하는 현상이 빚어졌고 「화족령」이 규정한 친왕 및 왕과 신위를 나란히 하는 자는 사실상 존재하지 않았던 셈이다.
구 섭가는 섭정과 관백까지 오를 수 있는 자격을 가진 최상위 가격을 가진 공경을 말한다. 이에 해당하는 가문은 고노에가, 다카쓰카사가, 구조가, 니조가, 이치조가 등 다섯 개에 불과했다.
도쿠가와 장군가는 에도 막부의 최고 권력자인 정이대장군을 세습했으며 대정봉환 이후에는 시즈오카번주가 된 가문이다. 무가 화족 중에서는 유일하게 위훈 없이 공작위를 받았다.
국가에 위훈이 있는 자는 특별한 공을 세워 등용된 사람이다. 공작부터 남작까지 세운 공에 따라 작위를 부여받을 수 있는 규정이 있지만 후작 이하가 훈공(勲功)이라 표현된 것에 반해 공작만 위훈(偉勲)이라는 표현이 사용되었다. 최초로 공작위를 수여받은 가문 중 훈공화족은 산조가, 시마즈가, 모리가, 이와쿠라가, 다마자노시마즈가가 있었다.

#### 후작
구 청화가·도쿠가와 고산케·석고 15만 석 이상의 옛 번지사·구 류큐번왕·국가에 훈공이 있는 자는 후작위를 부여받았다.
구 청화가는 태정대신에 오를 수 있는 자격을 가진 가문으로 공가 중 섭가 다음가는 가격을 자랑했다. 가잔인가, 오이노미카도가, 산조가, 사이온지가, 기쿠테이가, 다이도쿠지가, 다이고가, 고가가, 히로하타가 등 9가문이 이에 속했으나 산조가는 위훈을 인정받아 공작위를 부여받았다.
도쿠가와 고산케는 도쿠가와 장군가의 지류로서 다이묘직을 세습했던 오와리 도쿠가와가, 기슈 도쿠가와가, 미토 도쿠가와가 등 세 가문을 말한다.
번지사는 석고에 따라 작위가 달라졌는데 그 중 15만 석 이상의 석고를 기록한 번의 지사를 역임한 가문은 후작위를 수여받았다. 이때 기준이 된 15만 석은 번의 생산량이 아니라 세입을 말한다. 1869년 행정관은 각 번에 1864년(겐지 원년)부터 1868년(메이지 원년)까지의 5년간의 평균 조세 수입을 정부에 보고할 것을 명했다. 이를 근거로 석고 15만 석 이상인 번을 대번(大藩), 5만 석 이상인 번을 중번(中藩), 그에 미치지 못하는 번을 소번(小藩)으로 분류했다. 하지만 이는 재정난에 시달리던 신정부가 각 번에도 비용을 분담토록 하기 위해 만든 기준에 불과했는데 15년이 지나서 작위의 기준으로 재활용되었다. 대번에 해당하는 가문은 사쓰마번주인 시마즈가, 조슈번주인 모리가, 히로시마번주인 아사노가, 오카야마번주와 돗토리번주인 이케다가, 후쿠오카번주인 구로다가, 아키타번주인 사타케가, 사가번주인 나베시마가, 도쿠시마번주인 하치스카가, 구마모토번주인 호소카와가, 가가번주인 마에다가, 도사번주인 야마우치가가 있는데 시마즈가와 모리가는 위훈을 인정받아 공작위를 부여받았다.
류큐왕과 류큐번왕을 지낸 제2쇼씨에게 후작위가 부여되었다.
국가에 훈공이 있는 자로 후작위를 처음 부여받은 가문은 오쿠보가, 기도가, 나카야마가가 있다. 오쿠보가와 기도가는 「화족령」 제정 이전에 이미 훈공화족이었으며 이 둘과 함께 유신삼걸로 꼽히는 사이고 다카모리의 사이고가는 세이난 전쟁의 여파로 작위를 부여받지 못했다가 사이고 다카모리가 사면을 받은 뒤인 1902년에 후작위를 부여받았다. 나카야마가는 본래 우림가에 해당했으므로 백작위를 받아야 했지만 훈공을 인정받아 높은 작위를 받을 수 있었다. 다만 나카야마 다다야스가 메이지 천황의 외조부란 점이 참작되었다고 보는 시각도 있다.

#### 백작
대납언에 선임된 사례가 많은 구 당상가·도쿠가와 고산쿄·석고 5만 석 이상의 옛 번지사·국가에 훈공이 있는 자는 백작위를 부여받았다.
대납언에 선임된 사례가 많은 구 당상가는 섭가와 청화가를 제외한 당상가 중에서 역대 당주 중에서 대납언에 직임된 적이 있는 당주를 배출한 가문을 말한다. 직임(直任)이란 중납언에서 그대로 대납언에 임명된 것을 말하는데 이는 중납언을 사임한 뒤 대납언에 임명된 경우보다 그 격을 높게 보는 것이 일반적이었다.
도쿠가와 고산쿄는 에도 시대 중기 이후 새롭게 만들어진 도쿠가와 장군가의 지류로서 다야스 도쿠가와가, 히토쓰바시 도쿠가와가, 시미즈 도쿠가와가 등 세 가문을 말한다.
석고 5만 석 이상 15만 석 미만의 다이묘는 중번으로 분류되었는데 이들 번의 번지사는 백작위를 받았다.
국가에 훈공이 있는 자로 처음 백작위를 부여받은 가문은 히가시쿠제 미치토미의 히가시쿠제가였는데 본래 가격을 따지면 자작위를 받았어야 했다. 또한 「화족령」 제정 이전에 이미 화족이었던 히로사와가도 신화족으로서 백작이 되었다. 그 외에도 사쓰마번사 출신 6가문, 조슈번사 출신 4가문, 도사번사 출신 1가문, 히젠번사 출신 1가문 등 번사 출신 백작도 있었으며 유신에 공을 세운 가문, 보신 전쟁과 세이난 전쟁에 공을 세운 가문도 백작위를 받았다.

#### 자작
메이지 유신 전부터 귀족의 지위를 가졌던 구 당상가·석고 5만 석 미만의 옛 번지사·메이지 유신 전에 제후였던 자·국가에 훈공이 있는 자는 자작위를 부여받았다.
메이지 유신 전부터 귀족의 지위를 가졌던 구 당상가는 백작 이상의 작위를 받기 위한 기준을 충족하지 못한 모든 공가 화족을 말한다.
석고 5만 석 미만의 다이묘는 소번으로 분류되었는데 이들 번의 번지사는 자작위를 받았다. 메이지 유신 전에 제후였던 자는 석고가 1만 석이 되지 않았지만 제후로서 대우받은 경우를 말하는데 이는 아시카가가에게 자작위를 부여하기 위한 조항이었다.
사족이었다가 자작위를 처음 부여받은 가문은 사쓰마번사 출신 5가문, 조슈번사 출신 3가문, 도사번사 출신 2가문, 히젠번사 출신 1가문이 있으며 유신에 공을 세운 가문, 보신 전쟁과 세이난 전쟁에 공을 세운 가문도 자작위를 받았다.

#### 남작
메이지 유신 이후에 화족의 대우를 받은 자·국가에 훈공이 있는 자는 남작위를 부여받았다.
메이지 유신 이후에 화족의 대우를 받은 자에서 메이지 유신의 기준점은 왕정복고의 대호령이 내려진 1867년 12월 9일이 아니라 대정봉환이 이루어진 1867년 10월 15일로 설정되었다. 따라서 화족 제2호는 물론 화족 제1호 중에서도 대정봉환 이후 화족에 편입된 공경과 제후는 모두 남작위를 받았다.
「화족령」 제정 이전에 훈공화족이었던 화족들은 「화족령」 제정 이후 최소 자작위를 부여받았기에 이들 중 남작은 없었다. 하지만 이후에는 훈공화족도 모두 남작부터 시작하도록 관행이 바뀌었다. 청일 전쟁과 러일 전쟁 때 공을 세운 사람들이 대체로 남작위를 받아 남작위가 급증하게 되었다.

#### 「서작 내규」에 근거하지 않은 서작
「서작 내규」는 서작의 기준을 정한 것으로 엄격히 지켜졌지만 석고 5만 석 미만의 소번인 히라도번과 쓰시마 후추번의 번지사였던 마쓰라가·소가는 자작위가 아니라 백작위를 부여받은 사례가 있다. 훈공을 인정받으면 가격을 뛰어넘는 작위도 받을 수 있지만 두 가문은 인정받을 만한 훈공도 없었기에 「서작 내규」에 근거하지 않은 특별 조치로 여겨진다.
마쓰라가의 경우 마쓰라 아키라의 할아버지 마쓰라 히로무와 메이지 천황의 외조모 나카야마 아이코는 남매였기에 마쓰라 아키라는 메이지 천황과 6촌 사이에 해당했다. 그런 집안을 자작으로 봉하는 것은 격에 맞지 않다고 여긴 것이 아닌가라는 주장이 있다. 하지만 「서작 내규」는 예외 규정을 두고 있지 않았기에 산조 사네토미가 나서서 명분을 만들어야 했다. 당초 히라도번은 석고를 신고할 때 51,021석이라 보고했지만 이는 지번인 히라도 신덴번의 석고를 합친 것이었기에 46,410석만 인정받았다. 하지만 다음해에 신덴번이 히라도번에 합병돼 폐번되었고 그러부터 불과 8일 뒤에 각 번을 대·중·소번으로 분류하는 작업이 이루어졌다. 산조는 이 사실을 이용해 히라도번은 소번이 아니라 중번으로 분류돼야 한다고 주장해 이를 관철했다. 하지만 이는 추측에 지나지 않으며 이런 예외 사항을 히라도번에 한해 인정해준 근거는 불확실하다.
소가의 경우 오랫동안 쓰시마섬을 통치하며 조선과 교역해 왔기에 에도 시대에 이미 국주(国主)의 지위를 인정받아 낮은 석고에도 불구하고 높은 가격을 부여받았다. 하지만 「서작 내규」는 국주에 대한 예외 규정을 두지 않았기에 쓰시마 후추번은 신고된 석고 35,413석에 근거해 소번으로 분류되어 자작위를 받아야 했다. 하지만 마쓰라가와 달리 소가는 백작위를 받을 수 있었던 합리적인 이유가 발견되지 않았기에 현대 학계에서는 국주의 지위가 영향을 미친 것으로 파악하고 있다. 마찬가지로 국주의 지위를 가진 다이묘 출신들은 모두가 최소 백작위를 받았기에 소가의 불만을 달래기 위한 차원에서 백작위를 부여했다는 것이다.

## 작위 제도
작위를 수여받거나 물려받기 위해서는 우선 황실과 국가에 충성해야 했다. 서작할 때에도 오랫동안 황실의 존엄을 돕겠다는 서약을 한 뒤 그 서약서를 가시코도코로(賢所)에 봉안해야 했으며 습작할 때에는 서작 당시의 서약서의 사본을 궁내성에서 보내왔다.
「화족령」 제3조를 통해 여자는 작위를 물려받을 수 없다고 규정했기에 설령 여성 호주라도 작위는 오로지 남성에게만 귀속되었다. 「화족령」이 공포될 당시 시치조가, 니시키코지가, 코마쓰가, 이타쿠라가, 이나가키가, 사카이가, 미카와마키노가, 마쓰라가 등 8가문은 호주가 여성이었기에 작위를 받지 못하기도 했다. 다만 여성 호주도 남성에게 상속한다면 친척의 연서를 받아 궁내경을 통해 작위를 내려줄 것을 청원할 수 있었다. 니시키코지가는 1898년(메이지 31년)까지 호주가 여성이었는데 양자인 니시키코지 아리아키가 새 호주가 되면서 자작위를 받았다. 이처럼 작위를 받을 권리에 시효는 없었다.
1907년(메이지 40년) 개정 「화족령」에 의해 화족 가문은 여성을 호주로 할 수 없게 됐으며 여성이 호주가 된 경우 작위를 반납하도록 했다. 이 개정의 이유로는 여성 호주는 황실의 번병 역할을 수행하기에 적당하지 않고 여성 호주를 인정한다면 남성에 의한 승계만을 인정하는 황실의 기본 원칙이 무너지며 여성이 호주로 있는 동안은 작위가 없는 화족이 생기는데 이는 「화족령」의 규정에 반한다는 것 등이 있었다.
양자가 작위를 물려받을 때에는 육친(六親) 이내의 남성 친족, 본가 혹은 같은 가문의 가족이거나 분가의 호주 혹은 가족, 화족의 신분을 향유하는 자와 같은 조건을 갖추어야 했으며 그렇지 않으면 원칙적으로 습작이 허용되지 않았다. 또한 호주가 아닌 자가 서작받을 경우 새로운 가문을 창설하여 호주가 되어야 했다.
훈공을 세우면 승작도 가능했다. 하지만 유럽과 달리 일본은 승작하면 이전의 작위는 모두 사라져서 복수의 작위를 가질 수는 없었다. 반대로 작위가 낮아지는 사례는 단 한 번도 없었다.
작위에 따라 위계와 궁중석차에 차이가 있었다. 공적을 세우지 않았다는 가정 하에 공작은 64세에 종1위가 되었지만 남작은 96세가 되어야 종1위가 될 수 있었다. 또한 공작은 궁중석차가 16위였지만 남작은 36위였다. 그리고 공·후작은 모두 당연직으로 귀족원 의원이 되었지만 백작 이하는 같은 작위를 가진 사람끼리 호선해서 선출됐다.
영어로는 공작부터 차례대로 prince, marquess, earl, wiscount, baron라고 했지만 사실 영국에서 prince는 왕족에 해당하는 작위였다. 그래서 공작을 지냈던 고노에 후미마로의 경우 영어권 문헌에서 왕족으로 표기된 사례가 있다. 현재 영국의 작위 중 일본에서 공작으로 번역하는 작위는 duke다.
한편 화족이 될 수 있는 기준은 애매한 부분도 많았기에 많은 사람들이 자신에게도 작위를 줄 것을 요청했다. 수백 명이 넘는 사람이 작위를 청원했으며 어떤 사람은 자신이 남조 공신의 후손이라며 작위를 희망했으나 계보가 불분명하다는 이유로 거절된 적도 있었다. 또한 화족이 될 만한 가격을 갖추어도 그에 상응하는 재산을 가질 필요도 있었다.

## 생활

### 재정
나라화족을 비롯해 중급 이하의 옛 공가 출신 화족은 경제적 기반이 빈약했기에 생활에 곤궁함을 겪는 경우가 많았다. 화족으로서 체면을 유지하기 위해 막대한 지출을 감내하기 어려웠기 때문이다. 정부는 수차례에 걸쳐 화족을 위한 재정 지원을 해주었지만 작위를 반납하는 가문은 끊이지 않았다.
그에 비해 옛 다이묘 출신 화족은 대저택을 비롯한 막대한 재산을 가졌으며 유신 이후에는 10년에 걸쳐 가록(家禄)을 받는 등 유복한 생활을 할 수 있었다. 하지만 이들도 메이지 말기에는 가보를 팔아야 할 만큼 재정 상태가 악화한 사례가 늘어났다.
주고 은행은 화족은행의 역할을 수행했는데 쇼와 금융 공황의 여파로 1927년(쇼와 2년) 4월 21일 부도가 났고 이 때문에 많은 화족들이 재산을 잃어야 했다.

### 저택
메이지 시대 화족의 저택은 서양식과 일본식의 병립 구조가 많았는데 주로 영빈관은 서양식, 사생활을 위한 공간은 일본식이었다. 접객 공간을 서양식으로 꾸미게 된 것은 메이지 천황의 행행이 큰 역할을 했다. 서양식 복장에 단발을 하는 등 서구화의 선두에 선 천황은 일본 각지를 돌아다니며 때로 화족의 저택에도 행행했는데 그런 천황을 맞이하기에는 서양식 영빈관이 제격이었기 때문이었다. 즉 지방에 행행한 천황을 자신의 저택에서 맞이하기 위한 염원이 서양식 영빈관의 형태로 드러난 셈이었다.
메이지 시대에 지어진 대저택의 대부분은 일본 정부가 공부대학교 건축학과 교수로 초빙한 영국인 건축가 조시아 콘도르가 설계한 것이다. 일본인들도 서양식 건축을 흉내내어 건축을 시도해 보았지만 대체로 성공하지 못했고 콘도르가 가르친 제자들이 건축업에 진출하면서 비로소 일본인 건축가가 서양식 건물을 짓기 시작했다.
당시 저택은 높은 지대나 남쪽으로 경사진 곳에 주로 지어졌는데 볕이 잘 들고 배수가 잘 되는 곳을 선호했기 때문이었다. 이는 저지대에 대정원을 가진 저택을 지었던 에도 시대의 선호와는 달라진 것이었다. 그래서 이 시기를 향일성의 시대라고도 불렀다. 현재 도쿄도의 지명에서 '산'(山) 자가 들어가는 곳은 과거 메이지 시대의 대저택이 있었던 곳이 많다. 예를 들어 시나가와구에 있는 이케다야마는 이케다 후작저가 있던 곳이고 메구로구와 시부야구의 경계에 있는 사이고야마는 사이고 후작저가 있던 곳이다.
시대가 바뀌면서 화족의 저택도 간소해졌는데 서양식과 일본식을 절충한 건물 양식이나 저택의 일부를 서양식으로 꾸며 접객 장소로 활용한 저택 등이 등장했다.
서양식 건물
- 도쿄도 시나가와구에 위치한 시마즈 공작저. 조시아 콘도르가 설계하고 구로다 세이키가 건축했다. 1915년(다이쇼 4년)에 준공한 이탈리아 르네상스 건축 양식이다. 1층의 기둥은 힘있고 남성적인 토스카나 양식이지만 2층의 기둥은 여성적인 이오니아 양식으로 되어 있다. 지금은 세이센 여자대학 본관으로 사용하고 있으며 일본의 중요문화재로 지정되어 있다.[65][66]
- 시마즈 공작저 내부.
- 도쿄도 메구로구에 위치한 마에다 후작저. 내부 장식은 튜더 양식으로 되어 있으며 쇼와 초기에 지었다. 완성 당시 동양 제1의 양관이란 호평을 받았다. 지금은 고마바 공원 내에 있다.[67]
- 마에다 후작저 내부
- 마에다 후작저 침실
- 돗토리 이케다 후작가의 별장 진푸가쿠. 1907년(메이지 40년)에 준공한 프랑스 르네상스 건축 양식의 백악 양관이다. 고딕 건축 양식으로 만들어진 8각 첨탑이 인상적이다.[68]
- 진푸가쿠의 방. 다이쇼 천황이 황태자일 때 행계하여 식당으로 사용된 적이 있다.
- 오와리 도쿠가와 후작가의 별장. 튜더 양식으로 지어졌다. 1934년(쇼와 9년) 도쿠가와 요시치카 후작이 건축가 와타나베 진에게 의뢰하여 지은 것이다. 원래는 도쿄도 메지로에 있었지만 1968년(쇼와 43년) 세이부 백화점이 인수하여 야츠가타케 고원으로 옮겼다. 지금은 레스토랑으로 사용되고 있다.[69][70]
- 호소카와 후작저. 튜더 양식을 바탕으로 한 건축물로 쇼와 초기를 대표하는 화족 저택이다.[71]지금은 공익재단법인 와케이주쿠 본관으로 사용하고 있다.
- 가초 후작저. 1929년(쇼와 4년) 튜더 양식으로 지어졌다. 가초 후작가가 가초노미야에서 유래했기에 옛 가초노미야 저택으로도 불린다. 드라마 촬영 장소로도 잘 알려져 있다.[72] 등록유형문화재다.[73]
- 도쿄도 신주쿠구에 위치한 오가사와라 백작저. 크림색의 외벽과 에메랄드 그린의 스페인 기와, 쇠로 된 격자 장식을 한 창문 등이 특징이다. 쇼와 초기에 유행한 스페인 양식이 도드라진다. 지금은 스페인 음식점으로 쓰이고 있다.[74][75]
- 에히메현 마쓰야마시에 위치한 히사마쓰 백작가의 별장 반스이소. 1922년(다이쇼 11년)에 지었다. 육군 주재 무관으로서 프랑스에서 오래 생활한 히사마쓰 사다코토에 의해 프랑스 제2제국 건축 양식으로 지어졌다. 시코쿠의 로쿠메이칸이라 불릴 정도로 시코쿠 지방 명사들의 사교장으로 유명했다.[76] 현재는 중요문화재로 지정되어 일반 대중에 공개되어 있다.[77]
- 반스이소 내부 계단.[78]
- 반스이소의 1층 넓은 방.[78]
- 도키 자작저. 독일 교외 별장 느낌으로 도쿄도 시부야구에 지은 것으로 1924년(다이쇼 13년)에 건축했다. 1990년(헤이세이 2년) 누마타시가 매입하여 누마타시 가미노정으로 옮겼다. 등록유형문화재로 지정되어 있으며 일반에 공개하고 있다.[79]
- 도키 자작저의 응접실.
- 도쿄도 미나토구에 위치한 미쓰이 남작가의 영빈관. 조시아 콘도르가 설계하여 1910년(메이지 43년)에 준공했다. 우미한 곡선과 다양한 장식을 사용한 바로크 건축 양식이다.[80]
- 미쓰이 남작가 영빈관 내부. 스테인드 글라스를 입힌 돔은 비잔틴 건축 양식이다.[81]
- 이와사키 남작가의 가야정 저택. 조시아 콘도르가 설계한 메이지 시대를 대표하는 대저택이다.[82] 17세기 영국 자코비안 건축 양식을 기초로 하여 르네상스 건축 양식, 이슬람풍 장식, 미국 펜실베이니아 컨트리 하우스 이미지가 혼합되어 있다.[83]
- 이와사키 남작가의 가야정 저택.
- 이와사키 남작가의 별장. 지금은 미쓰이 그룹의 영빈관으로 쓰이고 있다. 조사이 콘도르가 설계하여 1908년(메이지 41년) 준공한 엘리자베스 시대 르네상스 건축 양식 건물이다.[80]
- 도쿄도 기타구에 위치한 고가 남작저. 조사이 콘도르가 말년에 설계한 작품으로 저택 주변에 장미와 진달래로 꾸며진 서양식 정원이 있다. 장미 정원에서 바라보면 스코틀랜드풍 별장으로도 보인다. 메이지 시대 호화로운 저택과 구분되는 다이쇼 시대의 분위기가 물씬 풍긴다.[84] 지금은 일반 대중에 공개되어 있다.[85]

일본식 건물
- 모리 공작저. 1930년(다이쇼 5년)에 지어졌으며 지금은 모리박물관으로 활용되고 있다. 전통 재료뿐 아니라 철근 콘크리트 등 당시에는 최신 건축 자재도 대량으로 사용되었다. 저택 내의 발전은 모두 자가 발전이며 온천에는 급양 시설이 있고 방마다 인터폰이 설치되어 있다. 서양식과 일본식을 융합한 건축물.[86] 중요문화재로 지정되어 있다.[87]
- 모리 공작저의 정원. 지정명승지다.[86]
- 모리 공작저의 정원.
- 교토부 교토시에 위치한 야마가타 공작가의 별장 무린안. 비싼 목재를 쓰지 않고 검소하게 지었지만 각 방에서 보이는 정원의 배경이 일품이다.[88]
- 무린안 내부에서 바라본 정원. 1층에선 완만한 경사지에 넓은 잔디밭을 조성하여 밝은 정원을 볼 수 있다.[89] 2층에선 맑고 깨끗한 흐름이 반짝이며 교토의 명산 히가시야마도 보인다.[88] 정원은 지정명승지다.
- 사이온지 공작가의 별장 자교소. 1920년(다이쇼 9년) 시즈오카현에 지었다. 내부를 대나무 장식으로 꾸민 것이 특징이다. 1929년 서양식 방을 추가로 지었다. 지금은 아이치현 이누야마시에 있다.[90]

### 사용인
야나기사와 통계연구소가 편찬한 『화족 정태 조사』에 1929년 12월 31일을 기준으로 한 화족 539가문의 사용인 수가 정리되어 있다. 389가문은 정보가 불충분하여 조사되지 못했는데 총 사용인 수는 6,504명~7,008명으로 한 가문에서 평균 12.1명~13명을 고용했다. 작위가 높을수록 사용인 수도 많았다. 다만 공작가는 오히려 후작가보다 적은 사용인을 고용했는데 후작가 25가문의 평균 사용인 수는 1,092명~1,195명으로 평균 43.7명~47.8명이지만 공작가의 평균은 이보다 10명 정도 더 적다. 이는 대번의 다이묘가 후작위를 받으면서 공작가보다 상대적으로 풍족한 생활을 했기 때문인 것으로 보인다.
| 명수       | 공작가 8/17가문 | 후작가 25/37가문 | 백작가 70/100가문 | 자작 224/378가문 | 남작 212/396가문 |
| ---------- | --------------- | ---------------- | ----------------- | ---------------- | ---------------- |
| 1명        |                 |                  |                   | 4가문            | 6가문            |
| 2명        |                 |                  | 5가문             | 21가문           | 20가문           |
| 3명        |                 |                  | 3가문             | 22가문           | 20가문           |
| 4명        |                 | 1가문            | 1가문             | 13가문           | 21가문           |
| 5명        |                 |                  | 5가문             | 26가문           | 22가문           |
| 6명        | 1가문           |                  | 2가문             | 30가문           | 23가문           |
| 7명        |                 | 2가문            | 2가문             | 13가문           | 23가문           |
| 8명        |                 |                  | 5가문             | 7가문            | 16가문           |
| 9명        |                 |                  | 5가문             | 7가문            | 12가문           |
| 10명       |                 |                  | 2가문             | 11가문           | 6가문            |
| 11명~15명  |                 | 5가문            | 6가문             | 38가문           | 17가문           |
| 16명~20명  | 1가문           | 2가문            | 8가문             | 14가문           | 12가문           |
| 21명~30명  | 4가문           | 1가문            | 10가문            | 13가문           | 8가문            |
| 31명~40명  |                 | 1가문            | 6가문             | 3가문            | 2가문            |
| 41명~50명  |                 |                  | 4가문             | 1가문            | 2가문            |
| 51명~60명  |                 | 5가문            | 4가문             |                  | 1가문            |
| 61명~70명  | 1가문           | 2가문            | 1가문             | 1가문            | 1가문            |
| 71명~80명  |                 | 2가문            | 1가문             |                  |                  |
| 81명~90명  | 1가문           |                  |                   |                  |                  |
| 91명~100명 |                 | 1가문            |                   |                  |                  |
| 101명 이상 |                 | 3가문            |                   |                  |                  |

도쿠가와 장군가에서 편찬한 것으로 알려진 『가무 규정』에 사용인의 역할인 가직(家職)이 규정되어 있다. 구체적으로는 가레이(家令), 가후(家扶), 가주(家従), 가테이(家丁), 소쿠타쿠(嘱託), 고인(雇員)으로 계급을 구분했으며 그 외에도 가직에 포함되지 않는 여러 사용인을 두었다. 가레이 1명 혹은 가후 2~3명이 저택에서 일하는 사용인들을 지휘하는 체제를 갖추고 있었다.

### 진로
「화족령」이 제정되고 귀족원이 설치되면서 화족들에게는 군인·관료로서 솔선하여 국가에 공헌할 것을 요구받았다.
화족은 귀족원 의원이 될 수 있었지만 당연직으로 의원이 되는 공·후작과 달리 백작 이하는 선거를 거쳐서 일부만 의원직을 얻었다. 그렇기에 공·후작은 종신의원이 되었지만 무보수로 의정 활동을 해야 했고 이는 이들로 하여금 의정 활동을 소홀하게 하도록 만들었다. 백작 이하는 7년마다 재선에 도전해야 했고 대신 중의원 의원과 같은 보수를 지급받았다. 보수는 가계에도 도움이 되었기에 백작 이하 의원들은 의원직을 순번을 정해 나눠 가졌으며 미즈노 나오시처럼 다른 가문의 생활의 편의를 봐주면서 선거를 조정하는 역할을 맡은 인물도 있었다.
육군사관학교는 화족 자제를 위해 예비생도대를 두었지만 희망자가 너무 적어 1886년 폐지되었다. 물론 육군 대장 마에다 도시나리, 육군 중장 마치지리 가즈모토, 해군 중장 다이고 다다시게, 해군 중장 오가사와라 나가나리와 같은 화족 출신 군인도 있었다. 하지만 전공을 세운 군인이 작위를 받아 화족이 되는 경우가 보다 일반적이었다.
당상화족의 경우 황실과의 인연을 바탕으로 궁내성에서 근무하는 경우가 많았다. 그 외에도 기도 고이치는 상공성에서, 오카베 나가카게는 외무성에서, 히로하타 다다타카는 체신성에서 근무했다. 하지만 출세 풍조가 강한 관료 사회에서 풍족한 생활을 하며 자란 화족 관료들은 쉽게 적응하지 못했으며 전술한 세 명도 나중에는 궁내성으로 자리를 옮겼다.
고등교육이 보장되어 있고 경제적 기반도 갖추어져 있다는 점에서 학계에 진출하는 화족도 많았다. 도쿠가와 요시치카(식물학), 하치스카 마사우지(조류학), 이와쿠라 도모히데(영문학)처럼 아예 연구소를 개설한 경우도 있었다. 오야마 가시와는 아버지의 유언을 받들어 군에 들어갔다가 적응하지 못하고 나중에 고고학계에 뛰어들었다.
오가사와라 메이호·쇼지로 형제처럼 영화계에 진출하거나 히지카타 요시처럼 연극계에 투신한 경우도 있었다. 하지만 그 대가로 메이호는 상속권을 박탈당했고 요시는 소련에서 반체제 활동을 하다가 작위를 잃었다.

### 통제
모든 화족은 궁내성의 감독을 받았고 이를 담당한 부서가 궁내성 종질료였다. 황실의 번병으로서 품위를 유지할 것을 요구받았으며 화족의 자제는 그에 상응하는 교육을 받아야 할 의무도 있었다. 사생활에 불상사가 발생하면 종질료 심의회가 열렸고 작위를 박탈당하거나 화족 예우를 중지하는 등의 처분도 받을 수 있었다.

### 혁신 화족
쇼와 시대에는 화족 중에서도 사회 개혁에 흥미를 가지거나 활발한 정치 활동을 하는 경우가 늘어났다. 이들을 당시 혁신 화족이라 불렀는데 고노에 후미마로, 아리마 요리야스, 기도 고이치, 하라다 구마오, 가바야마 아이스케, 도쿠가와 요시치카 등이 대표적이다.

## 특권
궁내성 종질료 작위과장을 지냈던 사카마키 요시오는 훗날 화족의 특권을 다음과 같이 정리했다.
1. 작위 세습
2. 가범[s] 제정
3. 서위[t]
4. 작복[u] 착용 허용
5. 세습재산 설정
6. 귀족원 의원으로 선출
7. 특권 심의
8. 「귀족원령」 개정 심의
9. 황족 및 왕공족과 통혼
10. 황족 복상의 대상
11. 가쿠슈인 입학
12. 궁중석차 보유
13. 옛 당상화족 보호자금

1886년(메이지 19년) 「화족세습재산법」이 제정되면서 화족들은 제3자로부터 재산을 압류당하지 않을 수 있게 되었고 세습재산을 설정할 의무가 부여되었다. 세습재산이란 가문을 계속 이어나가기 위한 재산을 보전하고자 설정한 자금인데 이에 대해선 제3자가 저당권이나 질권을 주장할 수 없었다. 화족도 처음에는 세습재산을 함부로 운용할 수 없었지만 1915년 법 개정을 통해 규제를 없앴다. 또 재정적 기반이 빈약했던 당상화족은 「옛 당상화족 보호자금령」에 따라 국고 지원을 받았다. 마찬가지로 재산이 적었던 나라화족이나 신관화족에게는 남작화족혜휼금이 교부되었다.
화족의 자제는 가쿠슈인에 무시험으로 입학할 수 있었고 고등과까지 진학이 보증받았다. 제국대학에 결원이 있을 때 가쿠슈인 고등과를 졸업한 경우 무시험으로 입학할 수 있는 제도도 있었지만 이는 1922년(다이쇼 11년)에 폐지되었다. 구제고등학교와 제국대학의 학생 수는 큰 차이가 없었는데 병 등의 사유로 꾸준히 10% 정도가 구제고등학교를 중퇴했기에 제국대학도 꾸준히 10% 정도의 결원이 생겼다. 따라서 특권이 폐지되기 전까지의 화족들은 제국대학 졸업생이라는 학력을 손쉽게 얻을 수가 있었다.

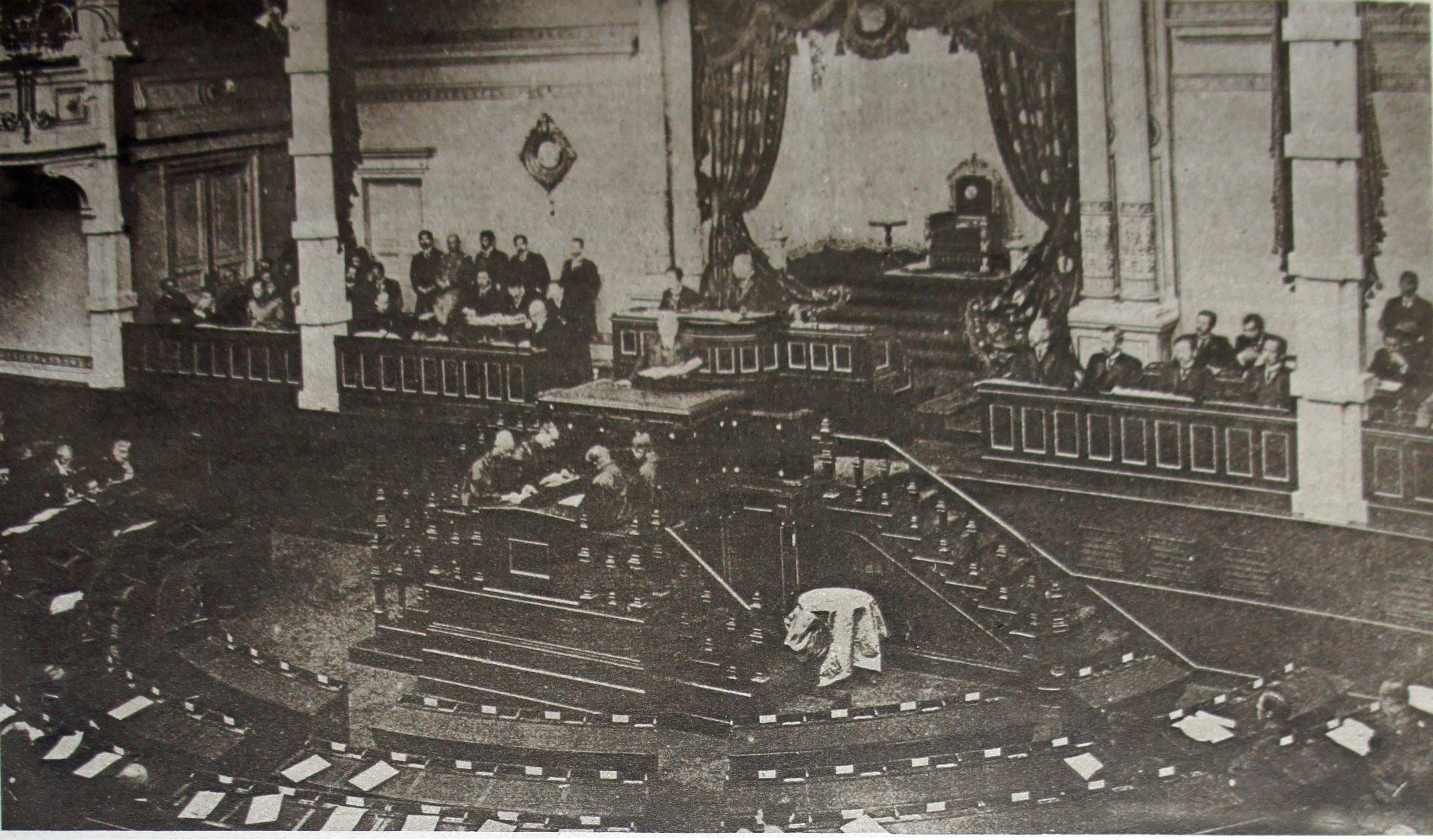
1918년 당시 귀족원.

1889년(메이지 22년) 「일본 제국 헌법」이 반포되면서 귀족원이 신설되었고 화족들은 귀족원 의원이 될 의무를 지게 되었다. 만 30세가 된 화족들은 의원직을 얻을 수 있었는데 공작과 후작은 종신 임기로 예외없이 의원직을 가졌고 백작 이하는 7년 임기로 같은 작위 내에서 호선을 통해 선출됐다. 이는 이토가 강조했던 황실의 번병으로서의 역할을 하기 위함이었다.
화족의 대우를 바꾸기 위해서는 반드시 귀족원의 동의를 받도록 했고 이 때문에 제2차 세계 대전에서 일본이 패망하기까지 화족의 특권은 거의 바뀌지 못했다. 또한 일부 의원들은 연구회와 같은 원내 회파를 구성해 정치에도 영향력을 행사했다.
작위를 가진 사람은 중의원 의원 선거에 출마할 수 없었다. 하지만 다카하시 고레키요처럼 작위를 자식에게 물려준 뒤 중의원 의원이 된 사례는 있었다.
「황실전범」 규정에 따라 황족과 통혼할 수 있는 자는 황족과 화족뿐이었다. 다만 혼인적령기에 이미 작위를 가진 사례는 많지 않아 대개 그 자녀가 혼인하는 것이 일반적이었다.
고쿄를 출입할 수 있는 권한도 있었으며 사전 신청을 통해 후키아게 교엔의 가시코도코로에 참배도 할 수 있었다. 황실에서 일하는 시종도 대체로 화족 출신이었으며 황실 행사에서 화족들이 담당하는 역할도 있었다.

## 신분
가독을 소유한 남성 화족만 작위를 가질 수 있었기에 여성이 가독을 물려받더라도 작위는 받을 수 없었다. 다만 화족으로서의 신분은 유지할 수 있었고 남성 화족이 가독을 상속받는다면 작위도 세습될 수 있었다. 하지가 1907년 「화족령」 개정을 통해 화족은 여성 호주를 인정받지 못하게 되었고 원칙적으로 딸이 아닌 아들만 상속받을 수 있도록 했다. 또한 이때 생전에 작위를 아들에게 물려줄 수 있도록 변경되었다.
「화족령」은 작위를 가진 자만을 화족으로 한다고 규정하고 있지만 「황실전범」은 황족은 다른 황족이나 화족하고만 결혼할 수 있다고 규정하여 모순이라는 지적이 있었다. 이에 귀족원은 작위를 가진 자의 가족도 화족의 범주로 포함할 것을 의결했지만 제실제도조사국은 이를 다시 고쳐 화족의 범주를 수정하는 것 대신 족칭(族称)으로서의 화족으로 다루기로 했다.
1907년 「화족령」 개정을 통해 평민과 혼인하여 새로운 호적을 만든 자는 평민으로 대우하도록 했다. 또한 작위를 가진 자의 서자는 화족 지위를 인정받았지만 첩의 경우는 설령 아들이 작위를 계승받더라도 화족의 지위를 인정받지 못했다.
작위를 반납해야 하는 경우도 있었는데 나라화족처럼 재정적 기반이 불안정한 가문이거나 마쓰카타 공작가·하치스카 후작가처럼 스캔들에 휘말린 가문이 대표적이다. 작위를 반납할 만한 문제가 발생하면 자발적으로 반납하는 것이 일반적이었지만 히지카타 요시처럼 박탈당한 사례도 있다. 또한 「화족령」은 징역 이상의 형이 확정되면 자동적으로 작위를 상실한다는 규정을 두고 있다.

## 비판
공경과 제후는 봉건제에 기반하여 오랜 세월 경외시된 가문으로 그들이 황족 다음가는 이른바 화족의 지위에 올랐을 때 감격한 백성들까지 있었고 명색이 근대화를 추구하겠다는 신정부에서 옛 봉건 귀족을 유럽식 귀족으로 이름만 갈아치운 것을 비판하는 세력은 거의 없었다. 하지만 화족 제도 창설에 영향을 준 유럽식 귀족제는 이미 유럽에서 쇠퇴하고 있었으며 비판받는 존재로 전락한 뒤였다. 그리고 유럽식 귀족제를 비판하게 만든 민주와 평등이라는 구미권의 선진 사상이 일본에 수입되기 시작하면서 일본에서도 화족을 비롯해 세습제에 의문을 가지고 이를 비판하는 사람들이 늘기 시작했다.
평민들은 에도 시대부터 무사들이 무위도식하며 가록을 받는 것을 더 이상 당연한 것으로 보지 않았고 신문에 투고하거나 정부에 건백서를 보내는 등 이에 대한 비판이 늘어갔다. 1875년 9월 『교존 잡지』은 「화·사족」이라는 투고문을 게재하여 화족과 사족에게 가록을 지급하는 것을 비판했고 1876년 2월 『아사노 신문』은 화족 제도를 둘러싼 의논을 게재했다. 화족을 비판하는 것은 공화제를 주장하는 것과 같고 황실을 부정하는 것이라고 화족 제도를 옹호하는 목소리도 있었지만 화족에 대한 비판적 목소리도 커져 갔다. 결국 여론에 굴복한 정부는 같은 해 8월 질록 처분을 단행해 가록 제도를 폐지하고 말았다.
오노 아즈사는 「화·사족론」을 통해 화·사족의 지배는 평민을 비굴하게 만들고 독립의 기개를 잃게 한다고 주장하며 화·사족의 칭호와 특권을 폐지해야 한다고 주장했다. 1880년(메이지 13년) 9월 『아사노 신문』은 '화족은 스스로 독립하지 못하고 남의 보호를 받는 노예와 같은 존재로 인간의 자유를 잃게 한다'고 말했다. 다음해 4월에도 『아사노 신문』은 '평등균일이야말로 문명 사회의 추세이며 귀족 제도는 폐지해야 한다'고 목소리를 높였다. 정부 내에서도 이노우에 고와시가 작위 제도에 반대하는 모습을 보였지만 자유 민권 운동이 확산하자 주장을 바꿨다.
이타가키 다이스케는 일군만민론을 주창하며 황실과 국민 사이에 화족이라는 특권 계급을 두는 것은 황실과 국민의 친애를 멀게 할 것이라며 화족 제도에 반대했다. 이는 그의 국방관과도 관련이 있는데 이타가키는 열강이 자웅을 겨루는 시대 속에서 사족 계급만으로 국가를 지킬 수 없으며 화족 계급만으로는 더더욱 불가능하다며 거국일치와 국민개병을 논하면서 이를 일군만민론까지 연결한 것이었다. 그래서 이타가키는 두 차례나 서작을 거부했지만 천황의 강한 의향을 계속 거부할 수 없어 결국 세 번째 서작은 받아들였다. 하지만 이 때도 정부에 화족 제도를 폐지해야 한다는 의견서를 정부에 제출했다.
청일 전쟁과 러일 전쟁을 거치면서 훈공에 힘입어 작위를 얻는 자가 급증하자 화족 제도에 대한 비판도 거세어졌다. 『오사카 마이니치 신문』은 1906년 6월 7일 기사에서 논공행상이 서작으로 이어지는 것을 문제시하며 훈장은 도대체 무얼 위해 존재하냐고 물으면서 이대로 가다간 일본은 국민 모두가 귀족이 될 수 있을 것이라고 비꼬았다.
1907년 이타가키는 화족 850가문에 격문을 보내어 화족의 족칭을 없애고 작위의 세습을 포기할 것을 권했다. 하지만 답문을 보내온 가문은 37개에 불과했고 찬동의 뜻을 표한 건 12가문뿐이었다. 그 중에서 9가문은 전적으로 찬성한다고 답신했다. 공·후작가는 어디도 답신하지 않았지만 전적으로 찬성한다는 가문이 9개나 된다는 사실은 상당한 주목을 받았다.
다이쇼 시대로 접어들면서 다이쇼 데모크라시와 함께 화족 비판에 대한 분위기는 더욱 강해졌다. 1917년 6월 25일 원로 야마가타 아리토모가 귀족원 의장 도쿠가와 이에사토에게 보낸 의견서에는 근래 화족 전반의 풍기가 퇴폐하여 이에대한 비판 여론이 강해지고 있으므로 황실의 번병으로서의 역할 수행에 큰 우려를 느낀다는 내용이 있는데 이는 당시 화족에 대한 국민의 냉소적인 태도를 잘 보여준다.
이 시기에는 사족에 대한 비판도 강해졌다. 사족은 메이지 초기에 가지고 있던 약간의 특권을 박탈당한 지 오래되어 평민과 호적상 신분의 차이만 있을 뿐이었다. 그런 사족조차도 비판의 대상이 된 것은 계급을 타파하자는 사상이 일본에 널리 퍼진 결과였다. 사족폐지론에 반발한 사족들은 격렬하게 저항하며 사족 폐지 반대 운동에 나서 사회 문제로까지 발전했다. 한편 과거 도사번주를 지낸 가문의 야마우치 도요카게 후작은 "계급 타파에 찬성한다. 사족 존속에 반대한다.", "화족 제도 폐지는 아직 생각하고 있지 않다"라고 말했다가 『요미우리 신문』으로부터 너무 제멋대로 군다는 비판을 받아야 했다.
이런 분위기의 영향으로 메이지 시대에 비해 다이쇼 시대에는 서작받은 가문도 승작하게 된 가문도 그 수가 현저히 줄었으며 쇼와 시대에는 더더욱 줄어드는 모양을 보이게 된다.

## 폐지
법 앞의 평등 원칙, 귀족원 폐지, 영전에 부수하는 특권 부정 등을 규정한 「일본국 헌법」이 1947년 5월 3일 시행되면서 화족 제도도 자연스럽게 사라졌다.
패전 이후 만들어진 신헌법 초안에는 보칙을 통해 신헌법이 시행될 당시 작위를 가진 자에 한해 사망할 때까지 그 지위를 인정한다는 규정이 있었다. 쇼와 천황도 내각총리대신 시데하라 기주로에게 당상화족만은 남길 수 없겠냐는 뜻을 나타냈는데 남작위를 가지고 있던 시데하라도 작위를 유지하는 것에 강한 집착을 보였다. 이후 정부는 천황이 「황실전범」 개정을 발의할 수 있는 권한을 남겨둘 것과 당상화족만은 존치할 것을 연합군 최고사령부(GHQ)와 교섭해야 할지 의논했는데 사법대신 이와타 주조는 "지금처럼 대변혁의 시기에 폐하의 생각을 미국측에 제안하는 것을 안팎에서 어떻게 받아들일지 모르겠다"라며 반대 의견을 보였고 다른 각료도 동조하여 흐지부지되었다. 결국 중의원은 화족 제도를 유지하는 조항을 삭제하여 가결했고 귀족원도 이에 반대하지 않아 화족 제도는 종말을 고했다.

## 조선귀족
조선귀족은 1910년 대한제국과 일본 제국 사이에 「한일병합조약」이 체결되면서 일본의 화족 제도를 준용하여 대한제국의 고위급 인사들에게 봉작된 특수 계급이다. 「한일병합조약」 제5조에 근거해 일본 황실령 제14호 「조선귀족령」이 공포되면서 창설되었다. 1947년 5월 2일 일본 황실령 제12호 「황실령과 부속법령 폐지의 건」(일본어: 皇室令及附属法令廃止ノ件)에 의해서 화족 제도와 함께 폐지되었다.

## 같이 보기
- 사족
- 조선귀족
- 세습 귀족

### 내용주
1. ↑  울타리란 뜻으로 황실을 수호한다는 의미가 담겨 있다.
2. ↑  헤이안 시대 말엽에 가격이 높은 자를 가리켜 영웅(英雄), 청화(清華), 영화(栄華), 공달(公達) 등과 같이 불렀는데 이후 가격이 형성되면서 화족(華族 또는 花族)은 청화가의 별칭으로 사용되었다. 근대 이후에는 공경과 제후의 총칭하는 말로 사용되면서 의미는 달라졌지만 단어는 계승된 셈이다.[10]
3. ↑  동궁어소에 설치된 교토 어소의 소어소를 모방한 방.
4. ↑  황족이나 공가가 주지를 맡는 사원을 말한다.
5. ↑  고산케의 츠케가로는 모두 화족 제1호가 되었지만 혼다가만 화족으로 인정받지 못하고 사족이 되었다. 이는 혼다가가 모시던 에치젠 마쓰다이라가의 가격이 문제였던 것으로 보인다. 스케모토는 이에 불만을 품었는데 1879년 도쿄부지사에 보낸 청원이 받아들여져 비로소 화족이 될 수 있었다.
6. ↑  산조 사네토미의 위훈을 인정받았다. 본래 받아야 할 작위는 청화가에 해당하므로 후작이다.[39]
7. ↑  시마즈 다다요시의 위훈을 인정받았다. 본래 받아야 할 작위는 번지사에 해당하므로 후작이다.[39]
8. ↑  모리 다카치카의 위훈을 인정받았다. 본래 받아야 할 작위는 번지사에 해당하므로 후작이다.[39]
9. ↑  이와쿠라 도모미의 위훈을 인정받았다. 본래 받아야 할 작위는 당상가에 해당하므로 자작이다.[39]
10. ↑  시마즈 히사미쓰의 위훈을 인정받았다. 본래 받아야 할 작위는 화족 분가에 해당하므로 남작이다.[40]
11. ↑  오쿠보 도시미치의 훈공을 인정받았다.
12. ↑  기도 다카요시의 훈공을 인정받았다.
13. ↑  나카야마 다다야스의 훈공을 인정받았다.
14. ↑  에도 시대 다이묘의 격식 중 하나로 하나 이상의 율령국을 영지로 가지고 있는 다이묘를 말한다.
15. ↑  소가가 자작위에 대한 불만을 가진 사실을 유추할 수 있는 자료가 남아 있다. 소가가 산조에게 보낸 청원서가 그것인데 놀랍게도 소가는 백작위에 대해서도 불만을 가져 후작위를 요구했다. 산조는 이 청원을 받아들이지 않았다.[56]
16. ↑  삼종신기 중 하나인 야타의 거울을 보관해둔 황궁 내의 장소를 말한다.
17. ↑  도쿠가와 아쓰모리가 백작위를 서작받고 아들인 도쿠가와 요시토시가 남작위를 서작받은 사례가 있지만 이는 아쓰모리가 생전에 작위를 반납했다가 요시토시가 직접 세운 훈공을 바탕으로 새로 작위를 얻은 것이므로 작위가 내려간 사례는 아니다.
18. ↑  가문에서 세습적으로 물려받는 녹봉.
19. ↑  화족의 일족 내에서만 통용되는 법규.
20. ↑  작위를 가진 화족이나 그 적자가 만 20세가 되면 종5위를 수여하는 것.
21. ↑  작위를 가진 화족들의 궁정복.
22. ↑  근대 일본에서 사용된 계급상의 칭호. 화족·사족·평민으로 구분했다.

### 인용주
1. 1 2  小田部雄次 2006, 13쪽.
2. ↑  浅見雅男 1994, 10쪽.
3. 1 2 3 4 5  小田部雄次 2006, 30쪽.
4. 1 2 3  松田敬之 2015, 11쪽.
5. 1 2 3 4  小田部雄次 2006, 17쪽.
6. ↑  内藤一成 2008, 16쪽.
7. ↑  松田敬之 2015, 38쪽.
8. 1 2 3  松田敬之 2015, 4쪽.
9. 1 2  小田部雄次 2006, 15쪽.
10. 1 2 3  小田部雄次 2006, 16쪽.
11. ↑  居相正広 (1936년 9월 28일). 《華族要覧(第1輯)》 [화족 요람 (제1집)] (일본어). 居相正広. 21쪽. doi:10.11501/1018502.
12. ↑  内藤一成 2008, 24쪽.
13. ↑  小田部雄次 2006, 14쪽.
14. ↑  松田敬之 2015, 5쪽.
15. ↑  松田敬之 2015, 8쪽.
16. 1 2 3  内藤一成 2008, 25쪽.
17. ↑  옛날 1엔은 지금으로 얼마? 1엔으로 살펴보는 화폐 가치 미쓰비시UFJ신탁은행
18. ↑  小田部雄次 2006, 18쪽.
19. ↑  小田部雄次 2006, 18-19쪽.
20. ↑  小田部雄次 2006, 19쪽.
21. ↑  浅見雅男 1994, 63쪽.
22. ↑  浅見雅男 1994, 54-58쪽.
23. ↑  浅見雅男 1994, 58쪽.
24. ↑  浅見雅男 1994, 43쪽.
25. ↑  浅見雅男 1994, 61-63쪽.
26. ↑  松田敬之 2015, 12쪽.
27. 1 2  浅見雅男 1994, 42쪽.
28. ↑  松田敬之 2015, 652쪽.
29. 1 2  小田部雄次 2006, 21쪽.
30. 1 2  浅見雅男 1994, 98쪽.
31. ↑  小田部雄次 2006, 35쪽.
32. 1 2 3 4 5 6  小田部雄次 2006, 23쪽.
33. 1 2 3  小田部雄次 2006, 20쪽.
34. ↑  浅見雅男 1994, 74-75쪽.
35. ↑  浅見雅男 1994, 76쪽.
36. ↑  小田部雄次 2006, 29쪽.
37. ↑  小田部雄次 2006, 25쪽.
38. ↑  浅見雅男 1994, 93쪽.
39. 1 2 3 4  浅見雅男 1994, 92쪽.
40. ↑  浅見雅男 1994, 96-97쪽.
41. ↑  浅見雅男 1994, 87-88/111쪽.
42. ↑  浅見雅男 1994, 87-88쪽.
43. ↑  浅見雅男 1994, 110쪽.
44. ↑  小田部雄次 2006, 354쪽.
45. ↑  浅見雅男 1994, 99쪽.
46. ↑  浅見雅男 1994, 118-119쪽.
47. 1 2  浅見雅男 1994, 124쪽.
48. ↑  小田部雄次 2006, 32/323-326쪽.
49. 1 2  浅見雅男 1994, 147쪽.
50. 1 2  小田部雄次 2006, 32쪽.
51. ↑  浅見雅男 1994, 25쪽.
52. ↑  浅見雅男 1994, 25-26쪽.
53. ↑  浅見雅男 1994, 149쪽.
54. ↑  浅見雅男 1994, 125-130쪽.
55. ↑  浅見雅男 1994, 131-132쪽.
56. ↑  浅見雅男 1994, 113-115쪽.
57. 1 2  小田部雄次 2006, 50쪽.
58. 1 2  浅見雅男 1994, 67쪽.
59. ↑  小田部雄次 2006, 51-52쪽.
60. ↑  佐藤雄基 (2018). “松田敬之『〈華族爵位〉請願人名辞典』（吉川弘文館、二〇一五年）” [마쓰다 다카유키 『〈화족 작위〉 청원 인명 사전』]. 《史苑》 (일본어) 78 (2): 109-110. doi:10.14992/00016470.
61. ↑  細野哲弘 (2018). “一文字大名 脱藩す”. 《特技懇》 (일본어) (特許庁技術懇話会) (290): 130-137.
62. 1 2 3  鈴木博之 2007, 116쪽.
63. ↑  “美の壺 File244 「華族（かぞく）の邸宅」” (일본어). NHK.
64. ↑  鈴木博之 2007, 117쪽.
65. ↑  “旧島津家本邸” [옛 시마즈 공작저] (일본어). 清泉女子大学.
66. ↑  玉手義朗 2017, 42쪽.
67. ↑  “東洋一と謳われた洋館 ～壮麗なるチューダー様式「旧前田家本邸 洋館」～” [동양 제일이라 칭송받은 양관 ~튜더 양식으로 꾸며진 내부 「옛 마에다가 본저 양관」~] (일본어). BS朝日. 2019년 2월 10일.
68. ↑  “仁風閣” (일본어). 公益財団法人 鳥取市文化財団.
69. ↑  玉手義朗 2017, 190쪽.
70. ↑  “八ヶ岳高原ヒュッテ” (일본어). 八ヶ岳高原ロッジ.
71. ↑  “和敬塾本館とは” (일본어). 和敬塾.
72. ↑  “鎌倉の「旧華頂宮邸」　ドラマロケで引っ張りだこ　放送中の２ドラマで使用　ディーンさん出世も話題に”. 《産経新聞》 (일본어). 2018년 5월 30일.
73. ↑  “旧華頂宮邸の保存と活用” [옛 가초노미야 저택의 보존과 활용]. 《鎌倉市》 (일본어).
74. ↑  “HISTORY” [오가사와라 백작저] (일본어). 小笠原伯爵邸.
75. ↑  玉手義朗 2017, 76쪽.
76. ↑  玉手義朗 2017, 170쪽.
77. ↑  “萬翠荘について” [반스이소에 대해] (일본어). 萬翠荘.
78. 1 2  玉手義朗 2017, 171쪽.
79. ↑  “登録有形文化財　旧土岐家住宅洋館”. 《沼田市》 (일본어).
80. 1 2  “港区ゆかりの人物データーベース” (일본어). 港区立図書館. 2023년 6월 3일에 원본 문서에서 보존된 문서.
81. ↑  鈴木博之 2007, 69쪽.
82. ↑  鈴木博之 2007, 78쪽.
83. ↑  玉手義朗 2017, 32-33쪽.
84. ↑  鈴木博之 2007, 91쪽.
85. ↑  鈴木博之 2007, 88쪽.
86. 1 2  “毛利博物館(毛利邸)の歴史” [모리박물관(모리 공작저)의 역사] (일본어). 毛利博物館.
87. ↑  “旧毛利家本邸・毛利博物館” [옛 모리 공작저·모리박물관] (일본어). 山口県防府市観光情報ポータルサイト.
88. 1 2  鈴木博之 2007, 14쪽.
89. ↑  鈴木博之 2007, 12쪽.
90. ↑  鈴木博之 2007, 60-63쪽.
91. 1 2  小田部雄次 2006, 65쪽.
92. ↑  小田部雄次 2006, 66쪽.
93. ↑  樋口雄彦 2012, 162쪽.
94. ↑  浅見雅男. 《華族誕生 名誉と体面の昭和》 [화족 탄생 명예와 체면의 쇼와]. 中公文庫 (일본어). 中央公論新社. 243 – 252쪽. ISBN 978-4-12203542-3.
95. ↑  内藤一成 2008, 122쪽.
96. ↑  酒巻芳男 (1987). 〈第11章 華族の特権〉. 《華族制度の研究　在りし日の華族制度》 (일본어). 霞会館. 301 - 331쪽.
97. ↑  小林和幸 2013, 75–76쪽.
98. ↑  小林和幸 2013, 66쪽.
99. ↑  小林和幸 2013, 67–78쪽.
100. ↑  小林和幸 2013, 76쪽.
101. ↑  大久保利謙(6) 1989, 81쪽.
102. ↑  落合弘樹 1999, 146쪽.
103. 1 2  小田部雄次 2006, 103쪽.
104. ↑  小田部雄次 2006, 103-104쪽.
105. ↑  落合弘樹 1999, 168-169쪽.
106. 1 2  小田部雄次 2006, 104쪽.
107. ↑  小田部雄次 2006, 109-110쪽.
108. ↑  小田部雄次 2006, 111쪽.
109. ↑  小田部雄次 2006, 112쪽.
110. ↑  小田部雄次 2006, 110-111쪽.
111. ↑  松田敬之 2015, 16-17쪽.
112. ↑  小田部雄次 2006, 113쪽.
113. ↑  小田部雄次 2006, 115쪽.
114. ↑  松田敬之 2015, 25쪽.
115. ↑  松田敬之 2015, 21쪽.
116. ↑  松田敬之 2015, 22-25쪽.
117. ↑  친일반민족행위진상규명위원회 (2009년 11월 30일). 《친일반민족행위진상규명 보고서Ⅱ》. (주)현대문화사. 58쪽.
118. ↑  “관보: 호외, 황실령, 조선귀족령” (PDF). 매일신보. 1910년 8월 30일.[깨진 링크(과거 내용 찾기)]
119. ↑  추밀원 (1947년 5월 1일). “황실령과 부속법령 폐지의 건” (일본어). 2012년 9월 4일에 확인함.[깨진 링크(과거 내용 찾기)]

## 참고 문헌
- 浅見雅男 (1994). 《華族誕生 名誉と体面の明治》 [화족 탄생 명예와 체면의 메이지]. リブロポート.
- 大久保利謙(6) (1989). 《日本の肖像 旧皇族・華族秘蔵アルバム〈第6巻〉》. 毎日新聞社. ISBN 978-4620603162.
- 小田部雄次 (2006). 《華族 近代日本貴族の虚像と実像》 [화족 근대 일본 귀족의 허상과 실상]. 中公新書1836. 中央公論新社. ISBN 978-4121018366.
- 落合弘樹 (1999). 《秩禄処分 明治維新と武士のリストラ》 [질록 처분 메이지 유신과 무사의 대량실업]. 中公新書1511. 中央公論新社. ISBN 978-4121015112.
- 香川敬三, 편집. (1906). 《岩倉公實記. 上卷》. 皇后宮職. doi:10.11501/781063.
- 河内静太郎 (1878), 《皇族華族名鑑》 [황족 화족 명감], 河内静太郎
- 小林和幸 (2013). “第一三帝国議会貴族院諮詢の「華族令」改正問題について（小名康之教授・松尾精文教授退任記念号）”. 《青山史学》 (青山学院大学文学部史学研究室) (31): 63 – 78. ISSN 0389-8407. NAID 120005433833.
- 鈴木博之 (2007). 《元勲・財閥の邸宅―伊藤博文、山縣有朋、西園寺公望、三井、岩崎、住友…の邸宅・別邸20》. ジェイティビィパブリッシング. ISBN 978-4533066092.
- 多田好問, 편집. (1906). 《岩倉公実記. 下巻 1》. 皇后宮職. doi:10.11501/781064.
- 多田好問, 편집. (1906). 《岩倉公実記. 下巻 2》. 皇后宮職. doi:10.11501/781065.
- 玉手義朗 (2017). 《見に行ける 西洋建築歴史さんぽ》. 世界文化社. ISBN 978-4418172146.
- 内藤一成 (2008). 《貴族院》 [귀족원]. 同成社近現代史叢書. 同成社. ISBN 978-4886214188.
- 《日本帝国国勢一斑. 第6回》. 内務省. 1911. doi:10.11501/805947.
- 樋口雄彦 (2012). 《第十六代徳川家達  その後の徳川家と近代日本》. 祥伝社. ISBN 978-4396112967.
- 松田敬之 (2015). 《〈華族爵位〉請願人名辞典》. 吉川弘文館. ISBN 978-4642014724.